# Тиманьков, Константин Дмитриевич
Константин Дмитриевич Тиманьков — советский военный деятель, генерал-майор.

## Биография
Родился в 1904 году в Москве. Член КПСС.
В РККА с 1926 года.
Окончил Военно-медицинскую академию.
Участник Великой Отечественной и советско-японской войны: заместитель начальника, начальник управления медсанхозснабжения, помощник начальника оперативной группы Главвоенсанупра Советской армии
Указом Президиума Крайовой Рады Народовой ПНР от 21 мая 1946 года был награждён Серебряным Крестом ордена Virtuti Militari
С 1954 года — в отставке.
В 1954—1964 гг. — главный врач санатория «Красные Камни» Совета Министров СССР в Кисловодске.
Умер в 1974 году в Москве.

## Награды
- Орден Ленина
- Орден Красного Знамени (трижды)
- Орден Красной Звезды (дважды)